# L'Invasion
Cet article concerne le film franco-italien de 1970. Pour le film ukrainien de 2024, voir L'Invasion (film, 2024). Pour les autres significations, voir Invasion.
Pour plus de détails, voir Fiche technique et Distribution.
L'Invasion est un film franco-italien réalisé par Yves Allégret, sorti en 1970.

## Synopsis
Marcello, un riche architecte et professeur d'université, reçoit un appel téléphonique d'un de ses étudiants un soir de pluie et accepte de lui donner l'hospitalité. L'étudiant se présente avec un groupe d'amis et met la maison et la vie du professeur sens dessus dessous.

## Fiche technique
- Titre français : L'Invasion
- Réalisation : Yves Allégret
- Scénario : Fabio Carpi et Luigi Malerba
- Photographie : Ennio Guarnieri
- Production : Turi Vasile
- Pays d'origine :  France /  Italie
- Format : Couleurs - Mono
- Durée : 90 minutes
- Date de sortie : 1970
- Affiche : Michel Landi

## Distribution
- Michel Piccoli : Marcello
- Lisa Gastoni : Marina
- Enzo Cerusico : Piero Nato
- Marzio Margine : Pablo
- Elio Marconato : Igi
- Mariangela Melato : Valentina
- Marella Corbi : Lu
- Orchidea de Santis : Ella
- John Fordyce : Furio
- Ruggero Miti (de) : Leonard
- Giancarlo Prati : Giannino
- Eva Thulin : Sandra
- Toni Trono : Lallo